# District de Parbhani
Le district de Parbhani  (en Marathi:  परभणी जिल्हा ), auparavant appelé Prabhavatinagar, est un district de la Division d'Aurangabad du Maharashtra.

## Description
Son chef-lieu est la ville de Parbhani. 
Au recensement de 2011, sa population était de 1 836 086 habitants. Le district de Parbhani est bien connu pour le tourisme religieux du jaïnisme et de l'hindouisme.  
Le climat du district de Parbhani est classé comme tropical. Par rapport à l’hiver, les étés ont beaucoup plus de précipitations. 